# Kalinino (Kraj Zabajkalski)
Kalinino (ros. Калинино) – wieś w Rosji, w Kraju Zabajkalskim, w rejonie nerczyńskim. W 2010 liczyła 463 mieszkańców.